# Giro Donne 2009
Der Giro Donne 2009 fand vom 3. Juli bis 12. Juli 2009 statt. Das Rennen wurde über 10 Etappen und 918 km ausgetragen. Es siegte Claudia Häusler vor Mara Abbott und Nicole Brändli in der Gesamtwertung.

## Teilnehmende Mannschaften
| UCI Women's Teams (14)- Selle Italia Ghezzi - Bigla - Fenixs - Flexpoint - Gruppo Sportivo Top Girls-Fassa Bortolo-Raxy Line - USC Chirio Forno d'Asolo - Columbia-HTC Women - Lotto-Belisol Ladiesteam - Equipe Nürnberger Versicherung - SC Michela Fanini Record Rox - Team CMAX Dila - Gauss RDZ Ormu-Colnago - Safi-Pasta Zara-Titanedi - Bizkaia-Durango-Champion System Nationalmannschaft- Australien |
| |

## Etappenliste
| Etappe    | Datum    | Etappenorte                             | type                 | Länge (km) | Etappensieger       | Gesamtführender   |
| --------- | -------- | --------------------------------------- | -------------------- | ---------- | ------------------- | ----------------- |
| Prolog    | 3. Jul.  | Scarperia – Scarperia                   | Prolog               | 2,5        | Kirsten Wild        | Kirsten Wild      |
| 1. Etappe | 4. Jul.  | San Piero a Sieve – Vaglia              | Hügelige Etappe      | 99,9       | Edita Pučinskaitė   | Edita Pučinskaitė |
| 2. Etappe | 5. Jul.  | Pontedera – Santa Maria a Monte         | Einzelzeitfahren     | 13,5       | Amber Neben         | Amber Neben       |
| 3. Etappe | 6. Jul.  | Calcinaia – Monte Serra                 | Hochgebirgsetappe    | 106,4      | Mara Abbott         | Emma Pooley       |
| 4. Etappe | 7. Jul.  | Porto Sant’Elpidio – Porto Sant’Elpidio | Flachetappe          | 109,2      | Ina-Yoko Teutenberg | Emma Pooley       |
| 5. Etappe | 8. Jul.  | Fossacesia – Cerro al Volturno          | Hügelige Etappe      | 114,3      | Noemi Cantele       | Emma Pooley       |
| 6. Etappe | 9. Jul.  | Cerro al Volturno – Sant’Elena Sannita  | Hochgebirgsetappe    | 119,3      | Judith Arndt        | Claudia Häusler   |
| 7. Etappe | 10. Jul. | Andria – Castel del Monte               | Mittelschwere Etappe | 131,2      | Claudia Häusler     | Claudia Häusler   |
| 8. Etappe | 11. Jul. | San Marco dei Cavoti – Pesco Sannita    | Mittelschwere Etappe | 115,6      | Trixi Worrack       | Claudia Häusler   |
| 9. Etappe | 12. Jul. | Grumo Nevano – Grumo Nevano             | Flachetappe          | 111,2      | Kirsten Wild        | Claudia Häusler   |

## Gesamtwertung
| \| Gesamtwertung \| Gesamtwertung \| Gesamtwertung \| Gesamtwertung \| Gesamtwertung \| \| Fahrer \| Fahrer \| Land \| Team \| Zeit \| \| ------------- \| ------------------- \| ---------------------- \| ---------------------- \| ---------------- \| \| 1. \| Claudia Häusler \| Deutschland \| Cervélo TestTeam \| 25 h 21 min 32 s \| \| 2. \| Mara Abbott \| Vereinigte Staaten \| Columbia-HTC Women \| + 30 s \| \| 3. \| Nicole Brändli \| Schweiz \| Bigla \| + 2 min 33 s \| \| 4. \| Emma Pooley \| Vereinigtes Königreich \| Cervélo TestTeam \| + 6 min 35 s \| \| 5. \| Swetlana Bubnenkowa \| Russland \| Fenixs \| + 6 min 51 s \| \| 6. \| Fabiana Luperini \| Italien \| Selle Italia Ghezzi \| + 8 min 53 s \| \| 7. \| Tatiana Guderzo \| Italien \| Gauss RDZ Ormu-Colnago \| + 10 min 54 s \| \| 8. \| Carla Ryan \| Australien \| Cervélo TestTeam \| + 12 min 29 s \| \| 9. \| Susanne Ljungskog \| Schweden \| Flexpoint \| + 14 min 13 s \| \| 10. \| Edita Pučinskaitė \| Litauen \| Team CMAX Dila \| + 14 min 23 s \| |                     |                        |                        |                  |
| |                     |                        |                        |                  |
| |                     |                        |                        |                  |
| Gesamtwertung |                     |                        |                        |                  |
| Fahrer | Fahrer              | Land                   | Team                   | Zeit             |
| 1. | Claudia Häusler     | Deutschland            | Cervélo TestTeam       | 25 h 21 min 32 s |
| 2. | Mara Abbott         | Vereinigte Staaten     | Columbia-HTC Women     | + 30 s           |
| 3. | Nicole Brändli      | Schweiz                | Bigla                  | + 2 min 33 s     |
| 4. | Emma Pooley         | Vereinigtes Königreich | Cervélo TestTeam       | + 6 min 35 s     |
| 5. | Swetlana Bubnenkowa | Russland               | Fenixs                 | + 6 min 51 s     |
| 6. | Fabiana Luperini    | Italien                | Selle Italia Ghezzi    | + 8 min 53 s     |
| 7. | Tatiana Guderzo     | Italien                | Gauss RDZ Ormu-Colnago | + 10 min 54 s    |
| 8. | Carla Ryan          | Australien             | Cervélo TestTeam       | + 12 min 29 s    |
| 9. | Susanne Ljungskog   | Schweden               | Flexpoint              | + 14 min 13 s    |
| 10. | Edita Pučinskaitė   | Litauen                | Team CMAX Dila         | + 14 min 23 s    |